# Lorenz Kähler
Lorenz Kähler (* 1973 in Pößneck) ist ein deutscher Jurist und Hochschullehrer an der Universität Bremen.

## Leben
Nach seinem Zivildienst nahm Kähler 1994 das Studium der Rechtswissenschaften an der Universität Heidelberg auf, dort wurde er Mitglied des Heidelberger Wingolf. Nach einem Studienaufenthalt in London wechselte Kähler später an die Universität Göttingen, wo er 2000 sein Erstes Juristisches Staatsexamen ablegte. In der Folge arbeitete er als wissenschaftlicher Mitarbeiter von Dietmar von der Pfordten an der Universität Göttingen und folgte diesem nach seinem Wechsel 2002 an die Universität Erfurt. Von 2001 bis 2002 forschte er als visiting researcher an der Harvard Law School. 2003 promovierte Kähler bei von der Pfordten zum Dr. iur. Im folgenden Jahr legte er sein Zweites Staatsexamen ab. Dem schloss er ein Studium der Philosophie an, das er 2007 mit dem Magister abschloss. Bis 2011 war er zudem bei der Kanzlei Hengeler Mueller in Berlin tätig. Seine Habilitation schloss Kähler 2010 ab. Seit 2011 hat er den Lehrstuhl für Bürgerliches Recht, Zivilprozessrecht und Rechtsphilosophie an der Universität Bremen inne. Dort ist er seit 2015 Dekan der rechtswissenschaftlichen Fakultät. Zudem engagiert sich Kähler bei dem 2012 eröffneten Zentrum für transnationale Studien (ZenTra) in Bremen.

## Veröffentlichungen (Auswahl)
- Strukturen und Methoden der Rechtsprechungsänderung. 2. Auflage. Nomos, Baden-Baden 2011, ISBN 978-3-8329-6199-2 (in der Erstauflage Dissertation).
- Begriff und Rechtfertigung abdingbaren Rechts. Mohr Siebeck, Tübingen 2012, ISBN 978-3-16-150718-2 (Habilitationsschrift).